# آلبرت سابین
آلبرت سابین (انگلیسی: Albert Sabin؛ زادهٔ ۲۶ اوت ۱۹۰۶ درگذشتهٔ ۳ مارس ۱۹۹۳) یک دانشمند در زمینهٔ ایمنی‌شناسی و ویروس‌شناسی اهل ایالات متحده آمریکا بود. او بیشتر به‌خاطر توسعهٔ واکسن خوراکی فلج اطفال که به ریشه‌کنی بیماری فلج اطفال انجامید شناخته شده‌است. وی در فاصلهٔ سال‌های ۷۲–۱۹۶۹ به عنوان رئیس مؤسسهٔ علوم وایزمن در اسرائیل هم خدمت کرد.